# Komokiidae
Komokiidae (лат.) — семейство бентосных простейших одноклеточных из клады фораминифер. Таксон включают в надсемейство Komokioidea и отряда Komokiida. Его хроностратиграфический диапазон охватывает голоцен. Систематическое положение дискутируется. Традиционно Komokiidae включались в отряд Textulariida или отряд Astrorhizida. По другим современным классификациям Komokiidae включают в подотряд Astrorhizina отряда Astrorhizida.

## Описание
Мелкие глубоководные донные организмы. Раковина состоит из спутанного клубка широко разветвленных цилиндрических трубочек, которые могут быть одинакового диаметра или иметь булавовидные окончания, обычно несептированные, хотя некоторые могут иметь вариабельные септы. Трубочки кустистые или древовидные, стенки тонкопесчанистые, глинистые частицы покрывают внутренний органический слой. Внтутри трубочек находится цитоплазма и стеркоматы (фекальный материал). Голоцен.

## Классификация
Известно около 10 видов и 6 родов. Первоначально включенные в Komokiidae роды Normanina Cushman, 1928 и Septuma Tendal & Hessler, 1977 были в 1994 году выделены в отдельное семейство Normaninidae Mikhalevich, 1994.
- Cerebrum Schröder, Medioli & Scott, 1989[12]
- Globipelorhiza Cedhagen & Mattson, 1991[13]
- Ipoa Tendal & Hessler, 1977[8]
- Komokia Tendal & Hessler, 1977[8]
- Lana Tendal & Hessler, 1977[8]
- Reticulum Schröder, Medioli & Scott, 1989[12]